# Manfred Lohse
 Manfred Lohse  (* 13. Mai 1948 in Hannover) ist ein deutscher Wasserbauingenieur, Experte für Trinkwasser- und Abwassertechnik und Forscher auf dem Gebiet des Gewässerschutzes.

## Leben
Manfred Lohse wurde 1948 als Sohn eines selbständigen Handwerksmeisters in Hannover geboren und bestand 1967 das Abitur im mathematisch-naturwissenschaftlichen Zweig der Tellkampfschule. Nach zweijährigem Dienst bei der Polizei Niedersachsen studierte er 1969 bis 1975 an der TH Hannover Bauingenieurwesen und schloss als Diplom-Ingenieur ab. Danach übernahm er eine Stelle als Wissenschaftlicher Mitarbeiter im Forschungsgebiet Siedlungswasserwirtschaft und wurde zum Dr.-Ing. promoviert. Daneben war er freiberuflich für die Ingenieur-Gesellschaft für Infrastruktur (IFI) in Hannover tätig. Anschließend übernahm er die Abteilung „Wasser, Abwasser, Abfall“ im Ingenieurbüro Schulz in Nordhorn, danach die Abteilung „Siedlungswasserwirtschaft“ im Ingenieur-Büro für Kulturtechnik GmbH in Bremen.
1990 wechselte er als Professor an die Fachhochschule Münster, wo er im Fachbereich Bauingenieurwesen zunächst das Lehr- und Forschungsgebiet Wasserwirtschaft und ab 1993 das Gebiet Abwasserwirtschaft vertrat. Seine wissenschaftliche Tätigkeit richtete er vor allem auf die Gebiete ökologische Abwasserreinigung, Kleinkläranlagen, Prozesswasseraufbereitung und Kostenoptimierung der Abwassertechnik.
Seit 2013 ist er emeritiert und lebt in Münster.
Neben seiner Lehr- und Forschungstätigkeit war Manfred Lohse langjährig als Wissenschaftlicher Leiter am Institut für Abfall, Abwasser und Infrastruktur-Management (INFA) in Ahlen, in mehreren Fachausschüssen des Deutschen Instituts für Normung (DIN) und der Deutschen Vereinigung für Wasserwirtschaft, Abwasser und Abfall e.V. (DWA) sowie als Gutachter für Gerichte und Private tätig.

## Auszeichnungen
- Belobigung für die Dissertation durch die Jury des Karl-Imhoff-Preises 1987

## Schriften
- Schwefelverbindungen in Abwasserableitungsanlagen unter besonderer Berücksichtigung der biogenen Schwefelsäurekorrosion. (Diss.) Veröffentlichungen des Instituts für Siedlungswasserwirtschaft und Abfalltechnik der Universität Hannover 1986, H. 62.